# Bund der Pfalzfreunde
Der Bund der Pfalzfreunde in Bayern e.V. ist ein gemeinnütziger Verein mit Sitz in München, der sich zur Aufgabe gemacht hat, die historischen Beziehungen zwischen Bayern und der Pfalz zu pflegen. Vereinsvorsitzende ist Landtagspräsidentin Ilse Aigner.

## Aufgabe
Die historische Verbindung Bayerns mit der Pfalz (Bayern) geht auf das Jahr 1214 zurück, als das Haus Wittelsbach zum Herzogtum Bayern auch noch die Pfalzgrafschaft bei Rhein erhielt. Diese dynastische und später auch staatliche Verbindung hatte bis ins 20. Jahrhundert Bestand. Der Bund der Pfalzfreunde in Bayern e.V. möchte an dieses gemeinsame historische Erbe erinnern und die wechselseitigen Beziehungen auf allen Gebieten der Kultur, der Kunst und Literatur sowie der Wissenschaften pflegen. Daher widmet sich der Bund der Pfalzfreunde insbesondere der Förderung von Wissenschaft und Forschung, Kunst und Kultur sowie der Volksbildung, u. a. durch
- die Verleihung der Johann Christian von Hofenfels-Medaille an Persönlichkeiten, die die Ziele des Bundes in besonderer Weise unterstützt haben
- die Verleihung des Johann-Christian-von-Mannlich-Preises an vorzugsweise junge Pfälzer Künstler in Bayern (Maler, Bildhauer, Grafiker, Fotografen)
- die Verleihung des Kurfürst-Karl-Theodor-Preises[1] für herausragende wissenschaftliche Abschlussarbeiten mit Bezug zu Bayern-Pfalz
- öffentliche Vorträge und Veranstaltungen sowie Literatur und Druckschriften über Bayern-Pfalz[2]

Der Bund der Pfalzfreunde in Bayern e.V. arbeitet dabei eng zusammen mit der Bayern-Pfalz-Stiftung und dem Landesverband der Pfälzer in Bayern e.V., der die Pfälzer Residenz-Weinstube betreibt und die Zeitschrift „Die Pfalz“ herausgibt.

## Geschichte
Nach dem Ende des Zweiten Weltkriegs stand die Pfalz unter französischer Besatzung und wurde Teil des am 30. August 1946 gegründeten Landes Rheinland-Pfalz. In Bayern bemühte man sich jedoch, die Pfalz als ehemaligen 8. bayerischen Regierungsbezirk wieder in den Freistaat Bayern zu integrieren. Diesem Ziel sollte eine Reihe von Aktivitäten dienen: 1949 gründete man den Landesverband der Pfälzer in Bayern als Dachverband für die Pfälzer Vereine. Am 10. März 1950 beschloss der Bayerische Landtag die Einsetzung eines Pfalzausschusses, dem 28 Abgeordnete, darunter alle Mitglieder des Ältestenrats, angehörten. Der Bayerische Landtag und der Senat unternahmen offizielle Reisen in die Pfalz, was für Protest bei der rheinland-pfälzischen Landesregierung sorgte. In der Staatskanzlei und in den Ministerien sowie in zahlreichen Landratsämtern und Großstädten wurden Pfalzreferate eingerichtet und Pfalzreferenten ernannt.
Bayerische Landtagsabgeordnete und Regierungsmitglieder gründeten 1950 den Bund der Pfalzfreunde in Bayern. Die Gründungsversammlung fand am 21. März 1950 im Plenarsaal des Maximilianeums statt.
Die bayerischen Bemühungen führten jedoch nicht zum erhofften Erfolg. Für ein 1956 initiiertes Volksbegehren trugen sich in der Pfalz nur 7,6 % und damit weniger als die erforderlichen 10 % der stimmberechtigten Pfälzer ein, so dass es nicht zu einem Volksentscheid über die Rückkehr der Pfalz  zu Bayern kam. Dieses Scheitern führte in den folgenden Jahren dazu, dass die politische Ambition der Wiedergewinnung der Pfalz von bayerischer Seite aufgegeben wurde. Der Bund der Pfalzfreunde in Bayern beschränkte sich auf die Pflege der historisch gewachsenen Beziehungen zur Pfalz.

## Vorsitzende
Traditionell ist der Präsident des Bayerischen Landtags der 1. Vorsitzende des Bundes der Pfalzfreunde in Bayern. Vorsitzende des Vereins waren bislang:
- Georg Stang (1950–1951)
- Alois Hundhammer (1951–1954)
- Hans Ehard (1954–1960)
- Rudolf Hanauer (1960–1978)
- Franz Heubl (1978–1990)
- Wilhelm Vorndran (1990–1994)
- Johann Böhm (1994–2003)
- Barbara Stamm (2004–2019) (Landtagsvizepräsidentin 2003–2008, Landtagspräsidentin 2008-2018)
- Ilse Aigner (seit 2019)

Im Bayerischen Landtag wird die Präsidentin in ihren Aufgaben als Vorsitzende des Bundes der Pfalzfreunde von einem Pfalzbeauftragten unterstützt.

## Johann Christian von Mannlich-Preis

Johann Christian von Mannlich, Selbstporträt

Seit 1974 vergibt der Bund der Pfalzfreunde den Johann Christian von Mannlich-Preis an junge Pfälzer und seit 2013 auch an bayerische Künstler. Der Preis wird jeweils ausgeschrieben für Studierende und Absolventen an einer Kunstakademie, Kunsthochschule oder Universität mit Fachrichtung Kunst, in den Sparten Malerei, Bildhauerei, Graphik und Fotografie. Namensgeber ist Johann Christian von Mannlich, der ein vielseitig begabter Künstler war und sich für die Ausbildung und Förderung junger Künstler einsetzte. Mannlich hat sich auch bleibende Verdienste durch seinen Einsatz für die Erhaltung und den Aufbau der Bayerischen Staatsgemäldesammlungen erworben.

### Preisträger
- 1974 Otfried H. Culmann
- 1978 Werner Bernd Müller
- 1983 Martin Schöneich
- 1985 Sabine Finenauer
- 1989 Mannlich-Ehrenpreis für die Zweibrücker Kulturgutstiftung
- 1992 Erich Koch
- 1998 Martin Christiansen
- 2002 Ulrike Arnold
- 2008 Daniela Klein
- 2011 Sebastian Ruhland und Christian Hiegle[7]
- 2015 Alina Grasmann[8]
- 2023 Jessica Grundler und Marie Madlen Weber[9]